# Sima Qian
Sima Qian (ur. ok. 145 p.n.e., zm. ok. 86 p.n.e.; zi: 子長, Zǐcháng) – chiński historyk, urzędnik na dworze cesarza Wudi z dynastii Han, także astrolog i reformator kalendarza.
Sima jest autorem monumentalnego dzieła Zapiski historyka (Shiji), obejmującego okres przeszło 2 tys. lat chińskiej historii od czasów najdawniejszych. Dzięki Zapiskom zyskał sobie miano ojca chińskiej historiografii, bywa także nazywany chińskim Herodotem.
Zapiski opracowywał kontynuując pracę ojca, Sima Tana (jego wkład jest nieustalony), odziedziczywszy po nim w 110 p.n.e. godność (tytuł taishiling, 太史令) na dworze cesarskim. Oskarżony o zdradę, Sima Qian w 99 p.n.e. został wykastrowany, ale nie popełnił zgodnie ze zwyczajem samobójstwa, bo pragnął kontynuować pracę nad Zapiskami.
Po kastracji, jako pierwszy w historii Chin eunuch, został cesarskim sekretarzem. Odtąd stanowisko to zwyczajowo otrzymywali eunuchowie.

## Życiorys

### Pochodzenie rodu, ojciec i stanowisko
Genealogia rodu Sima (司马) sięga odległych czasów. Samo nazwisko ma zapewne arystokratyczne pochodzenie, bo oznacza „tego, który kieruje końmi”, czyli funkcję odpowiadającą zapewne koniuszemu. Wiadomo, że przodkowie Sima Qiana byli na usługach domu panującego w państwie Qin, a po upadku dynastii Qin przeszli na służbę dynastii Han. Wiedli żywot podupadłej szlachty. Ojciec Sima Qiana, Sima Tan piastował od 140 p.n.e. na dworze dynastii Han w Luoyangu urząd taishiling (大史令), który mimo pompatycznej nazwy nie miał większego znaczenia. Sam Sima Qian przyznaje w Zapiskach, że cesarz Wu traktował jego ojca jak „zabawkę”, trzymał go jedynie jak trzyma się „pieśniarza czy komedianta” .
Zarówno Sima Tan, jak i Sima Qian należeli do klasy skrybów, shi (史), istniejącej w Chinach od ok. VIII w. p.n.e., której członkowie pierwotnie zajmowali się prowadzeniem korespondencji władców, wróżeniem oraz odprawianiem niektórych ceremonii religijnych na dworze. Z czasem do obowiązków shi doszło zapisywanie i redagowanie cesarskich edyktów oraz prowadzenie kronik i archiwów. Mimo że rangi zajmowanej przez ojca, a następnie przez syna, nie odnotowano nawet w spisach urzędów z czasów dynastii Han, obaj należeli do ścisłej świty cesarza i mieli obowiązek podróżować z nim po kraju. Właśnie w czasie jednej z takich podróży, podczas pielgrzymki na górę Tai zmarł około 110 p.n.e. Sima Tan. Przed śmiercią wezwał syna i przekazał mu urząd.

### Dzieciństwo, młodość i podróże
Sima Qian urodził się i wychował w Longmen, niedaleko współczesnego Luoyangu. Już w wieku 10 lat dzięki ojcu dobrze poznał konfucjańską klasykę. W młodości pobierał nauki u konfucjanistów Kong Anguo (孔安國) i Dong Zhongshu (董仲舒), w przeciwieństwie jednak do swego ojca, przejawiał większą sympatię dla taoizmu.
W wieku 20 lat Sima Qian z woli ojca wyruszył w podróż po kraju,
gromadząc materiały i informacje, które miały mu posłużyć do pracy nad Zapiskami historyka. Weryfikował plotki i podania, kopiował zabytkowe napisy na stelach i kamieniach, odwiedzał miejsca znane z mitologii, m.in. groby Wielkiego Yu oraz Shuna. Dotarł do Jangcy i na tereny na południe od niej, zajmowane przez dzisiejsze prowincje Szantung, Junnan, Hebei, Zhejiang, Jiangsu, Jiangxi i Hunan.
Po powrocie z podróży objął niskie stanowisko langzhong (郎中) w cesarskiej administracji. Kiedy w 111 r. p.n.e. cesarz Wudi (pan. 141 – 97 p.n.e.) podbił ziemie dzisiejszej prowincji Junnan w południowo-zachodniej części Chin, Sima Qian – miał wówczas około 35 lat – został tam wysłany na inspekcję. Powrócił z niej niedługo przed śmiercią ojca.
Mieczysław Künstler podaje, że istnieje kilka poszlak wskazujących, że w chwili śmierci ojca Sima Qian był znacznie młodszy i mógł liczyć kilkanaście lat.

### Praca nad reformą kalendarza iZapiskami Historyka

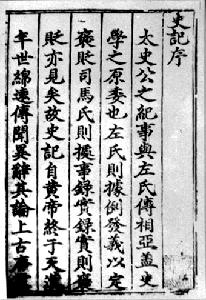
Pierwsza strona Zapisków

Sima Tan pragnął kontynuować przypisywane Konfucjuszowi Kroniki Wiosen i Jesieni. Prawdopodobnie do tej pracy przygotowywał syna, kształcąc go i wysyłając w podróże po kraju. Zadanie to powtórzył na łożu śmierci, po tym jak (ok. 110 p.n.e.) źle się poczuł, wyruszając z cesarzem w pielgrzymkę na górę Tai. Wiadomo, że Sima Tan zostawił synowi część materiałów do nowego dzieła.
Sima Qian zabrał się do kompilowania Zapisków około 109 p.n.e., w czasie trzyletniej żałoby, którą w ówczesnych Chinach należało odbyć po śmierci ojca. Dopiero w 107 p.n.e. zaczął pracować na odziedziczonym urzędzie, bo w okresie żałoby nie wolno było pełnić służby publicznej. W 105 p.n.e. został wybrany do udziału w przygotowaniu rewolucyjnej reformy kalendarza, która weszła w życie w następnym roku.
Po reformie skupił się na pracy nad Zapiskami. Korzystał przy niej z archiwów dworskich i cesarskiej biblioteki, do których z racji pełnionego urzędu miał dostęp. Prawdopodobnie przeczytał tam każde dostępne dzieło historyczne. Opisując czasy współczesne bazował na archiwach. W całości pracy pomogło mu doświadczenie, które zdobył jako dostojnik dworski, poznając dobrze mechanizmy władzy.
Pracę nad Zapiskami historyka kontynuował aż do ok. 91 p.n.e., kiedy dzieło zostało ukończone. Zapiski były dziełem prezentującym nie tylko historię Chin do czasów współczesnych autorowi, ale także cały znany Chińczykom świat, dlatego na Zachodzie nazywa się Sima Qiana chińskim Herodotem.
Źródła
Sima Qian posługiwał się m.in. tekstem Księgi dokumentów, innym niż ten, który dotrwał do czasów współczesnych. Korzystał z Kroniki Wiosen i Jesieni, a także z Intryg Królestw Walczących (Zhanguo Ce) oraz Mowy królestw (Guoyu), które przytaczały wiele anegdot historycznych.
Opisując dzieje dynastii Han korzystał z Kroniki Walk między Chu i Han (Chuhanchuqiu) autorstwa Liu Jia. Według Mieczyława Künstlera tekst tej kroniki był czymś w rodzaju średniowiecznego francuskiego chanson de geste, jednak Sima potraktował go jedynie jako tekst źródłowy i nie docenił walorów poetyckich.
Struktura dzieła
Zapiski dzielą się na 130 rozdziałów. Rozmiary każdego z nich wynikały zapewne z długości znormalizowanej rolki jedwabiu przeznaczonego do pisania. W czasach Sima nie znano jeszcze bowiem papieru.
Pierwsze 12 rozdziałów Zapisków Historyka to roczniki od legendarnych czasów Żółtego Cesarza oraz Trzech Czcigodnych i Pięciu Cesarzy, przez dynastie Xia, Shang oraz Zhou aż do czasów autora, za rządów cesarza Wu z dynastii Han w ok. 100 p.n.e.
Dziesięć następnych rozdziałów zajmują tablice chronologiczne domów panujących z czasów dynastii Zhou i dynastii Han. Po nich następuje 8 traktatów dotyczących takich tematów jak rytuały państwowe, kalendarz, muzyka, astronomia i astrologia, prace wodne, finanse państwa czy miary i wagi.
Rodom rządzącym z epoki Zhou i rodzinie panującej Han autor poświęca 30 rozdziałów. Siedemdziesiąt rozdziałów to biografie urzędników, generałów, a także osób, które okryły się chwałą bądź hańbą, jak np. filozofowie, poeci, kupcy, magowie, buntownicy oraz skrytobójcy (np. Jing Ke). Sima Qian omówił również obyczaje sąsiednich ludów chińskich, np. w kraju Nanyue oraz niechińskich, np. Xiongnu (Hunów).
Dzięki takiej strukturze i tematyce Zapiski są kopalnią wiedzy o cywilizacji chińskiej z okresu Han.
Dalsze losy Zapisków
Wiadomo, że Sima Qian sporządził dwie kopie swego dzieła. Jedna trafiła do cesarskiej biblioteki, gdzie prawdopodobnie spłonęła podczas uzurpacji Wang Manga. Drugi egzemplarz został być może ukryty. Po ujawnieniu został jednak poddany redakcji i w takiej formie dotrwał do naszych czasów.

### Kastracja i więzienie
W 99 p.n.e. Sima Qian został wtrącony do więzienia i skazany na karę śmierci, której można było uniknąć wpłacając karę pieniężną lub poddając się haniebnej karze kastracji. Historyk nie miał dostatecznej ilości pieniędzy i poddał się tej ostatniej karze, żeby móc kontynuować pracę nad Zapiskami, o czym poinformował w liście do przyjaciela imieniem Ren An: mam w sercu myśli, których nie byłem w stanie w pełni wyrazić. Powód skazania Sima nie jest jasny, istnieją dwie wersje wydarzeń.
Według pierwszej, Sima Qian stanął w obronie generała Li Linga (niewykluczone, że ów był przyjacielem historyka), który przegrał kampanię przeciw Xiongnu (匈奴) na północy i trafił do niewoli. O spowodowanie klęski Sima Qian przed samym cesarzem obwinił Li Guangli (李廣利), krewniaka cesarskiej faworyty, który ze swoim oddziałem nie przyszedł Li Lingowi z pomocą. Zagniewany cesarz, który od początku wskazywał na winę Li Linga, ukarał historyka, żeby zachować twarz.
Według drugiej wersji do ukarania Sima przyczyniły się ukończone fragmenty Zapisków poświęcone cesarzowi Wudi oraz jego ojcu, panującemu w latach (156 – 141 p.n.e.). Historyk miał opisać ich błędy, za co został ukarany.
Późniejsi dziejopisarze chińscy wyrazili podziw dla Sima Qiana za to, że zgodził się znieść hańbę, żeby dokończyć swoje dzieło. Ocena ta utrzymuje się do dziś. Według niektórych autorów to właśnie gorycz ukaranego historyka przyczyniła się do krytycyzmu i obiektywizmu Zapisków historyka, dzieła wyjątkowego na tle dotychczasowej chińskiej tradycji, która zalecała, aby dzieła historiograficzne pełniły przede wszystkim funkcję umoralniającą i edukacyjną.

### Eunuch i cesarski sekretarz
Sima Qian został w 96 p.n.e. zwolniony z więzienia i trafił na wyższe niż poprzednio stanowisko zhongshuling (中書令), odpowiadające funkcji cesarskiego sekretarza. Zajmował się przyjmowaniem raportów na użytek władcy oraz opracowywaniem edyktów. Sima Qian był pierwszym w historii eunuchem, który piastował to stanowisko. Późnej tradycją na cesarskim dworze stało się powierzanie roli sekretarzy kastratom.
Ostatni okres życia Sima Qiana jest mało znany. Historyk zmarł między rokiem 90 a 85 p.n.e.

### Grób i legenda o krewnych
Grobowiec Sima Qiana oraz poświęcona mu świątynia znajdują się w Zhichuan (芝川镇), dzielnicy Hanchengu (韩城) w prowincji Shaanxi. Można tam znaleźć także stele upamiętniające członków rodu oraz miejsce, gdzie dawniej stał dom rodziny Sima.
Miejscowa legenda mówi, że po aferze Li Linga krewni Sima Qiana pozmieniali nazwiska, by uniknąć prześladowań ze strony cesarza. Zmiany dotyczyły grafii znaków w nazwisku Sima (司马). Jedni dodali jedną kreskę do znaku si (司), zamieniając go na tong (同). Inni do znaku ma (马) dodali klucz bing, zmieniając go w znak feng (冯). Dziś uważa się, że tubylcy noszący nazwiska Tong i Feng to potomkowie krewnych wielkiego historyka.

## Reforma kalendarza i astrologia
Podobnie jak ojciec, Sima Qian zajmował się na dworze także astrologią, której nie odróżniano wówczas od astronomii. Do jego zadań należało odmierzanie upływu czasu oraz przepowiadanie pomyślności działań władcy w zależności od ruchów ciał niebieskich, niezwykłych zjawisk na niebie (np. zaćmienia słońca), a także w przyrodzie (np. trzęsienia ziemi). Ta działalność związana była z teorią mandatu Niebios.
W 105 p.n.e. Sima Qian został wybrany do prac nad ważną reformą kalendarza. Razem z Tang Du (唐都), Deng Pingiem (邓平) i Luoxia Hongiem (落下闳) opracował nowy dokładny kalendarz, nazwany Taichuli (太初曆) od ery panowania cesarza Wu. Era Taichu (104–101 p.n.e.) była pierwszą, w której zaczął obowiązywać nowy system liczenia czasu.
Rok według Taichuli liczył 365,25 dnia (dokładnie {\displaystyle 365{\tfrac {385}{1539}}} dnia) i podzielony był na 12 miesięcy księżycowych, każdy o długości 29,52 dnia ({\displaystyle 29{\tfrac {43}{81}}}). Nowy kalendarz był rewolucją w chińskim systemie mierzenia upływu czasu, a oparto go na księżycowym kalendarzu Qin. Uważa się, że był to najdokładniejszy kalendarz starożytnych Chin, oparty na starannych obserwacjach astronomicznych.

## Zapiski historykaa wpływ na chińską historiografię

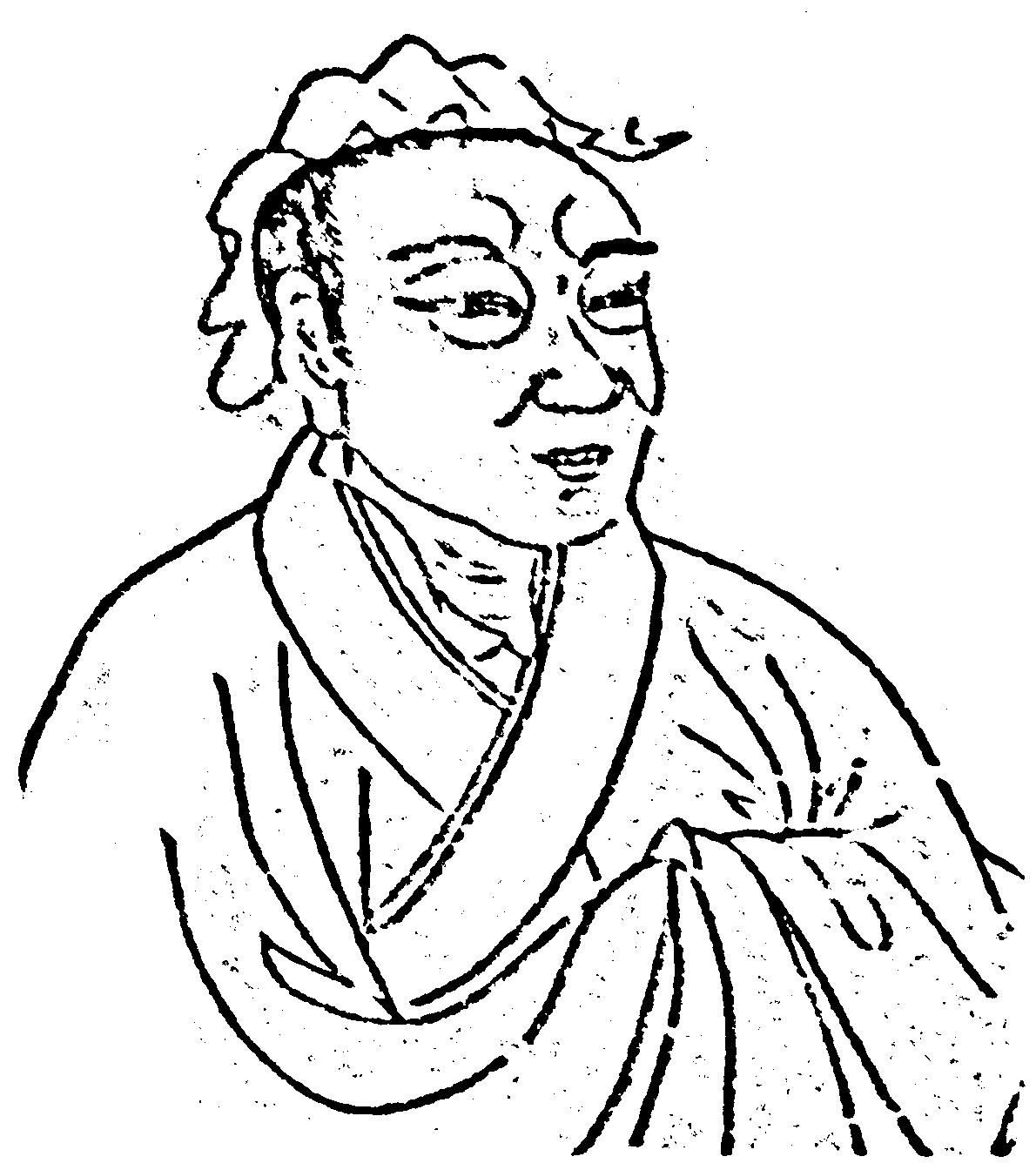
Sima Qian

Przed Sima Qianem chińscy historycy patrzyli na dzieje z punktu widzenia dynastii i władców, którym służyli. Zapiski wprowadziły do chińskiej historiografii ideę historii powszechnej. Do tej idei odwoływali się kolejni historycy, jak Zheng Qiao (鄭樵) w Tongshi (通史) oraz Sima Guang (司馬光) w Zizhi Tongjian (資治通鑑).
Nieco późniejszy od Sima historyk Ban Gu (班固), autor Historii Hanów (漢書), opisał dzieje jedynie rządzącej dynastii Han. W podobny sposób postępowali także kronikarze kolejnych dynastii, choć do opisu przyjmowali schemat użyty po raz pierwszy przez Sima Qiana.
Nowatorska w Zapiskach była również prezentacja dziejów za pośrednictwem biografii, a także podział pracy na sekcje, tj. annały, kroniki czy traktaty dotyczące rozmaitych dziedzin życia, m.in. muzyki, ceremonii, kalendarza, religii, ekonomii itd. Ten styl pracy znalazł oddźwięk w pracach innych historyków kręgu dalekowschodniego, m.in. w Historii Korei.

### Obiektywizm
Zapiski były kroniką nieoficjalną, dlatego autor mógł się zająć całością chińskich dziejów oraz pomniejszymi postaciami. Mógł również w krytyczny sposób spojrzeć na swoje czasy. Błędów nie omieszkał wytknąć nawet panującemu władcy, co zdaniem wielu stało się przyczyną ukarania historyka w 99 p.n.e.
Opisując wydarzenia historyczne, Sima Qian miał własną ocenę, którą zaznaczał wyraźnie, a nawet dobitnie. Umieszczał ją jednak w komentarzu, oddzielonym od materiału historycznego, często w formie moralno-dydaktycznej.

### Humanizm
Gromadząc materiał do swej pracy, Sima Qian starał się znaleźć zależności między wolą Niebios (wyrażaną poprzez zjawiska naturalne), ludzkimi poczynaniami i innymi czynnikami wpływającymi na kształt dziejów. Jednak kompilując Zapiski to właśnie w człowieku widział głównego sprawcę historii. To podejście znalazło odbicie w licznych biografiach, które są częścią tego dzieła.

### Rozmach
Zapiski były pracą o ogromnych rozmiarach. Składają się ze 130 rozdziałów i przedstawiają rzeczywistość z kilku perspektyw. Witold Rodziński zwraca uwagę, że wydanie chińskie Shiji z 1972 roku zawarte było w 10 tomach, liczących łącznie 3322 stron. Należy tu uwzględnić także fakt, że klasyczny chiński jest znacznie bardziej „skoncentrowany” np. od współczesnych języków zachodnich, toteż w przekładzie dzieło mogłoby nawet kilkakrotnie zwiększyć objętość.
Zdaniem polskiego sinologa Mieczysława Künstlera Zapiski historyka można oceniać jako początek nowej tendencji w chińskiej kulturze, zmierzającej do tworzenia dzieł ogromnych, z którymi nic w kulturze europejskiej nie może się równać. Ogromne rozmiary Zapisków sprawiły, że na inne języki są one tłumaczone na ogół jedynie we fragmentach. Przykładem tendencji do rozmachu mogą być ogromne encyklopedie z czasów dynastii Song, a jej ukoronowaniem jest Encyklopedia Cesarza Yongle, która zajmowała pokaźne pomieszczenie i liczyła 11 tys. woluminów.

## Wpływ na chińską biografistykę
Prezentując żywoty postaci historycznych, Sima Qian nadał chińskiej biografistyce zasady odmienne od tych, które wypracowano na Zachodzie. Dzięki niemu chińska biografia (傳) jest relacją o czyimś życiu przedstawionym od urodzenia do śmierci w porządku następstwa wypadków, zakończoną opowieścią o pozostałych po danej osobie dziełach oraz rodzajem konkluzji podsumowującej całość, a wykazującej pewne pokrewieństwo z morałem.
Takie ujęcie sprawiło, że zaczęto pisać tzw. biografie nieoficjalne (外傳), przedstawiające fakty pominięte w oryginale. Czasem powoływano się przy tym na legendy, co sprawiło, że ten gatunek zaczął się zbliżać do fikcji literackiej i przyczynił się do rozwoju powieściopisarstwa.

## Wpływ na chińską literaturę
Styl Zapisków stał się wzorem dla kolejnych chińskich autorów. Wywarł duży wpływ na ruch „renesansowy” (復古), który rozwinął się w Chinach za panowania dynastii Tang i Song. Wpłynął na rodzącą się wówczas chińską powieść, która zawdzięcza Sima m.in. styl charakteryzowania postaci i prowadzenia narracji. Ten wpływ sięga także krótkich opowiadań z okresu od dynastii Tang do Ming, a także powieści powstałych u schyłku cesarstwa. Zadecydowały o tym następujące elementy:

### Sprawny opis postaci
Dziejopisarz nakreślił sylwetki wielu osób, bazując na wiarygodnych informacjach historycznych. Ich działania prezentuje posługując się zasadą kontrastu, stara się tak dobierać ich czyny i słowa, by przemawiały same za siebie i pasowały do charakteru postaci. Realizm zwiększa także stosowanie dialogów, które autor czasem sam wymyślał. Dobrym przykładem takiego stylu może być opis Pierwszego Cesarza Chin (jeszcze przed ustanowieniem cesarstwa), włożony przez Sima w usta niejakiego Wei Liao: „Król Qinu jest człowiekiem o wystającym nosie i szeroko rozstawionych oczach. Ma pierś ptaka drapieżnego i głos szakala. Mało w nim łaskawości, a serce ma tygrysa lub wilka. Gdy się znajdzie w kłopotach, z łatwością podda się innym ludziom. Gdy cel swój osiągnie, z tą samą łatwością będzie ludzi pożerał. Noszę jedynie płócienne szaty, a jednak przyjął mnie na posłuchaniu i we wszystkim okazywał, iż jest ode mnie niższy. Jeżeli rzeczywiście król Qinu cel swój osiągnie i zdobędzie świat cały, wówczas ludzie na świecie będą jego niewolnikami. Nie zdołam więc długo utrzymać się u jego boku”. Sima Qian informuje, że Wei Liao wypowiedziawszy te słowa „odszedł i zniknął”, ale król próbował go odnaleźć i uczynić konetablem, co ma świadczyć, iż uznał ten opis swej osoby za trafny.

### Kreatywność
Sima stara się używać barwnej frazy. Nie stroni od kolokwialnego tonu, humoru i różnorodności, czym różni się od poprzedników. Dlatego wielu uznało jego pisarstwo za wyżyny klasycznej chińszczyzny. Lu Xun, największy chiński pisarz pierwszej połowy XX wieku, w swym Hanwenxueshi Gangyao (《漢文學史綱要》) uznał Zapiski za „największe dzieło wielkich historyków, poemat Qu Yuana bez rymów” (chiń. 史家之絕唱，無韻之離騷).

### Lakoniczność
Styl Sima jest prosty, oszczędny, płynny i zrozumiały. Opisom historycznych wydarzeń towarzyszą komentarze. Pisząc biografie zawarte w Zapiskach, autor unika uogólnień, ale stara się trafić w sedno. Jego opis jest plastyczny i przemawiający do wyobraźni. Przez wieki, aż do czasów współczesnych, Zapiski uchodziły i uchodzą za doskonały materiał do nauki klasycznego języka chińskiego.

### Inne prace
Prócz Zapisków Sima Qian napisał osiem poematów fu (賦), które zostały włączone do Hanshu. Wyraził w nich swoje cierpienie podczas sprawy Li Linga, podkreślił też swą determinację w pracy nad Zapiskami.